# Theodor Jaeckel
Theodor Jaeckel (* 16. September 1908 in Wussow, Kreis Rummelsburg in Pommern; † 14. Februar 1998 in Bad Soden am Taunus) war ein deutscher evangelischer Theologe und Missionar in Japan.

## Leben und Wirken
Theodor Jaeckel wurde als Sohn des Pfarrers und späteren Superintendenten Friedrich Jaeckel geboren und wuchs in Wussow (heute polnisch: Osowo), Elberfeld und Weitenhagen (Wytowno), Kreis Stolp in Pommern auf. Von 1922 bis 1925 besuchte er das Gymnasium im uckermärkischen Templin, danach bis 1926 im vorpommerschen Demmin. Aufgrund einer Tuberkulose-Erkrankung besuchte er von 1926 bis 1927 die Schule in Davos, wo er das Abitur machte.
Von 1927 bis 1933 studierte Theodor Jaeckel evangelische Theologie in Erlangen, Bethel, Marburg, Zürich und Greifswald und ging 1932 als Austauschstudent nach Oxford. Hier übersetzte er das Buch Creative Prayer von Emily Herman ins Deutsche („Leben aus Gott“).
1933 legte Theodor Jaeckel in Stettin das Erste Theologische Examen ab, wurde Vikar im pommerschen Stargard und wurde 1934 Privatassistent bei Ludwig Köhler sowie für wenige Monate Hauslehrer in Frankreich. Nach einer Zeit im Stettiner Predigerseminar und einer Tätigkeit als Hilfsprediger in der Hafenstadt, absolvierte er im März 1936 das Zweite Theologische Examen. Am 26. März 1936 fand seine Ordination statt.
Jaeckel übernahm die Pfarrstellen in Hökendorf (polnisch: Klęskowo) bei Stettin sowie in Dargitz bei Pasewalk, bevor er 1939 als Missionar und anfangs auch als Pfarrer der deutschen evangelischen Gemeinde mit zusätzlichem Auftrag zum Religions- und Lateinunterricht in Tsingtau (heute: Qingdao) in China ging. Bereits ein Jahr später wurde er Missionar im japanischen Tokio und dort ab 1941 auch Pfarrer der dortigen deutschen evangelischen Gemeinde.
Nach zwei Jahren als Freimissionar (die ihn beauftragende Schweizer Ostasienmission entließ alle deutschen Missionare) trat Theodor Jaeckel 1948 in den Missionsdienst der amerikanischen Methodistenkirche und wurde außerdem Lehrer am Aoyama Gakuin College für Deutsch und Englisch. 1953 ging er als Missionar der United Church of Canada zuerst nach Kyushu, dann ab 1957 nach Kōbe.
Im Jahre 1960 kehrte Jaeckel nach Deutschland zurück und lebte in Mainz-Kastel und Frankfurt am Main. In der Evangelischen Kirche in Hessen und Nassau übernahm er bis 1972 das Amt eines Industriepfarrers, bis er mit Eintritt in den Ruhestand nach Oberursel (Taunus), danach bis zu seinem Tode nach Bad Soden am Taunus zog.
Theodor Jaeckel war mit der Rot-Kreuz-Schwester Margarete Kasch, einer Lehrerstochter aus Pommern, verheiratet. Sie hatten fünf Kinder.

## Publikationen
Außer einer Autobiographie publizierte Jaeckel vielfach in kirchlich-theologischen Zeitschriften. Von ihm stammt die deutsche Übersetzung Leben aus Gott (Originaltitel: Creative Prayer) von Emily Herman. Weiterhin war er Verfasser von:
- The Christian Conception of Work and Vocation: The Biblical Basis, Historical Development and Present-day Problems with Special Reference to Japan. Occupational Evangelism Committee of the United Church of Christ in Japan, 1955 (englisch).
- Die japanische Arbeiterbewegung. Ihre Struktur und ihr Standort im sozialen Umbruch der Gegenwart. Tokio 1960.
- Living in the present age. Meditations on social problems. (=YMCA English Bible series. Band 5), World Alliance of Young Men’s Christian Associations, YMCA Press, 1960 (englisch).
- Wer sich stören lässt, lebt. Entwicklung des Gottesverständnisses in der Bibel, Stuttgart, 1988 - ISBN 3-7918-1901-1